# Christian Friedrich zu Castell-Rüdenhausen

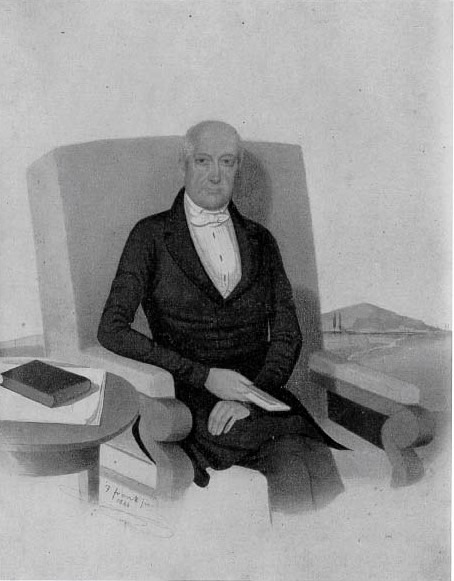
Christian Friedrich zu Castell-Rüdenhausen (1844)

Christian Friedrich Graf und Herr zu Castell-Rüdenhausen (* 21. April 1772 in Remlingen; † 28. März 1850 in Rüdenhausen) war von 1803 bis 1806 Herrscher der Grafschaft Castell. Er war Begründer der Linie Neu-Castell-Rüdenhausen, da nach dem kinderlosen Tod des Friedrich Ludwig Carl Christian die ältere Linie erloschen war. Nach der Auflösung der Grafschaft wurde Christian Friedrich bayerischer Standesherr.

## Die Grafschaft vor Christian Friedrich
Vor dem Amtsantritt des Grafen Christian Friedrich hatten über Jahrhunderte zwei Linien die Grafschaft Castell geprägt. Die Linie (Alt-)Rüdenhausen saß in ihren Schlössern in Rüdenhausen und Wiesenbronn, während die Linie Remlingen auf Schloss Remlingen und in Castell residierte. Mit dem kinderlosen Tod des Vorgängers Friedrich Ludwig Carl Christian zu Castell-Rüdenhausen starb die ältere Rüdenhäuser Linie aus.
Gleichzeitig hatte mit der Französischen Revolution des Jahres 1789 und dem Aufstieg Napoleons eine Entwicklung eingesetzt, die auch die Grafschaft in Franken erfassen sollte. Mehr und mehr wurden die deutschen Kleinstaaten aufgelöst und größeren Staatswesen einverleibt. Ebenso wurde die Abschaffung des Absolutismus vorangetrieben. Die Bevölkerung der Kleinstaaten verlangte mehr und mehr bürgerliche Rechte und Freiheiten.

## Leben
Christian Friedrich wurde am 21. April 1772 in Remlingen geboren. Er war das jüngste Kind des Grafen Christian Friedrich Carl zu Castell-Remlingen und dessen Frau Catharina Hedwig zu Castell-Rüdenhausen. Christian Friedrich hatte insgesamt drei ältere Geschwister, von denen jedoch nur der älteste Bruder Albrecht Friedrich Carl das Erwachsenenalter erreichen sollte. Nach dem frühen Tod des Vaters im Jahr 1773 kam der junge Graf zunächst unter die Vormundschaft des Fürsten Christian Friedrich Carl zu Hohenlohe-Kirchberg.
Seine Erziehung nahm der hohenlohische Rat J. G. Cunradi in die Hand, später wurde Christian Friedrich auch vom Pädagogen und Hofprediger Jacobi erzogen. Nach Beendigung der privaten Ausbildung nahm der Graf ein Studium an den Universitäten in Jena und Erlangen auf. Anschließend reiste er durch Deutschland und die Schweiz. Im Jahr 1797 übernahm er als Mitregent die Herrschaft in Remlingen. Mit dem kinderlosen Tod des Grafen Friedrich Ludwig Carl Christian zu Castell-Rüdenhausen 1803 wurde die Grafschaft geeint.
Die beiden Brüder Albrecht Friedrich Carl und Christian Friedrich spalteten die Herrschaft daraufhin erneut in zwei Linien auf. Christian Friedrich begründete die Linie (Neu)-Castell-Rüdenhausen und saß fortan im Schloss Rüdenhausen. Mit der Mediatisierung des Jahres 1806 wurde die Grafschaft am 3. September aufgelöst. Mit dem 25. September desselben Jahres kam sie an Kurpfalz-Bayern. Die Grafen wurden Standesherren.
Durch diese Vorgänge verloren die Grafen viele Rechte, die sie ehemals besessen hatten. Lediglich das Domänenrecht, einige Aktivlehen, die Einkünfte aus grundherrlichen Rechten und die niedere Patrimoniale Gerichtsbarkeit blieben ihnen erhalten. Erst nach der gescheiterten Revolution des Jahres 1848 änderte sich dies. Außer den Patronatsrechten in der Kirche hatte Christian Friedrich fortan keine zusätzlichen Rechte mehr. Am 28. März 1850 verstarb Christian Friedrich zu Castell-Rüdenhausen in Rüdenhausen.

## Ehe und Nachkommen
Christian Friedrich heiratete am 21. April 1797 in Angern Albertine Eleonore Juliane Gräfin von der Schulenburg. Die Verbindung blieb kinderlos und wurde im Jahr 1803 geschieden. Am 25. Juni 1804 ehelichte der Graf erneut, diesmal Luise Karoline Gräfin zu Ortenburg. Aus dieser Ehe gingen zwei Kinder hervor.
- Ludwig Franz Adolf Friedrich Carl (* 15. März 1805 in Nürnberg; † 11. Juni 1849 in Rüdenhausen)
- Marianne Karoline Luise (* 1. Mai 1806 in Nürnberg; † 18. Juli 1884 in Wildbad)

Im Jahr 1811 kam es erneut zur Scheidung, sodass der Graf am 2. August 1812 die Sophie Amalie Charlotte Henriette zu Löwenstein-Wertheim-Virneburg heiratete, die Witwe seines Bruders Albrecht Friedrich Carl. Die Ehe blieb ohne Kinder.